# Area 52
Area 52 – album studyjny meksykańskiego duetu gitarowego Rodrigo y Gabriela oraz kubańskiej orkiestry C.U.B.A.. Wydawnictwo ukazało się 24 stycznia 2012 roku nakładem wytwórni muzycznej ATO Records.
Album dotarł do 63. miejsca listy Billboard 200 w Stanach Zjednoczonych sprzedając się w nakładzie 7 tys. egzemplarzy w pierwszym tygodniu od dnia premiery.

## Lista utworów
Opracowano na podstawie materiału źródłowego.
| Nr | Tytuł utworu                                                          | Długość |
| -- | --------------------------------------------------------------------- | ------- |
| 1. | „Santo Domingo” (gościnnie: Samuel Formell Alfonso)                   | 6:31    |
| 2. | „Hanuman” (gościnnie: John Tempesta)                                  | 5:33    |
| 3. | „Ixtapa” (gościnnie: Anoushka Shankar)                                | 8:11    |
| 4. | „11:11” (gościnnie: Carles Benavent, Teresa Carlotta Polledo Noriega) | 7:31    |
| 5. | „Master Maqui” (gościnnie: Le Trio Joubran)                           | 5:13    |
| 6. | „Diablo Rojo”                                                         | 5:10    |
| 7. | „Logos”                                                               | 4:46    |
| 8. | „Juan Loco” (gościnnie: Carles Benavent)                              | 4:09    |
| 9. | „Tamacun” (gościnnie: John Tempesta)                                  | 6:55    |
|    |                                                                       | 53:59   |

## Twórcy
Opracowano na podstawie materiału źródłowego
| Rodrigo y Gabriela - Rodrigo Sánchez – gitara akustyczna, produkcja muzyczna - Gabriela Quintero – gitara akustyczna Dodatkowi muzycy - Samuel Formell Alfonso – gościnnie perkusja (1) - John Tempesta – gościnnie perkusja (2, 9) - Anoushka Shankar – gościnnie sitar (3) - Carles Benavent – gościnnie gitara basowa (4) - Teresa Carlotta Polledo Noriega – gościnnie śpiew (4) - Le Trio Joubran – gościnnie oud (5) - Carles Benavent – gościnnie gitara basowa (8) |  | C.U.B.A. - Lazaro A. Oviedo Dilou – trąbka - Edouardo J. Sandoval Ferrer – puzon - Cesar Alejandro Lopez Martinez – saksofon - Ariel Sarduy Mena – altówka - Anolan Gonzalez Morejon – altówka - Feliciano Arango Noa – gitara basowa - Irving Roberto Frontelo Rico – skrzypce - Alex Wilson – fortepian, kierownictwo artystyczne - Otto Santana Selis – perkusja, instrumenty perkusyjne - Jorge Leliebre Sorzano – flet - Juan Kemell Barrera Toledo – trąbka - Rene Suarez Zapata – instrumenty perkusyjne |  | Inni - Peter Asher – produkcja muzyczna - Rafa Sardina – miksowanie - Robyn Robins – mastering - Jorge Gabriel „Benny” Benitez Herrera – inżynieria dźwięku - Nathaniel Kunkel – inżynieria dźwięku - Nicolas Rosemond – inżynieria dźwięku - Neil Williams – inżynieria dźwięku - Alex Wilson – aranżacje - Samantha Lopez – zdjęcia - Niall Muckian – zdjęcia - Christina Angelina – oprawa graficzna |

## Listy sprzedaży
| Lista                        | Kraj              | Pozycja |
| ---------------------------- | ----------------- | ------- |
| Billboard 200                | Stany Zjednoczone | 63      |
| Billboard Independent Albums | Stany Zjednoczone | 10      |
| Billboard Tastemaker Albums  | Stany Zjednoczone | 52      |
| Billboard World Albums       | Stany Zjednoczone | 2       |